# 하이 판타지
하이 판타지(High Fantasy)란 판타지 장르 중 하나로, 판타지 세계에서 벌어지는 일들을 마치 연대기처럼 기록한 것이다. 즉, 우리가 사는 현실 세계와 관련된 내용이 전혀 존재하지 않고, 하나의 판타지 세계관 설정을 만들어낸 장르를 말한다. 예컨대 《반지의 제왕》은 하이 판타지이지만 《해리 포터》는 하이 판타지가 아니다. 가장 전형적인 판타지 서브장르이다. 영웅 판타지와 함께 정통 판타지 양대 서브장르로 불린다.

## 개론
하이 판타지 소설들은 대부분 진중하고 웅장한 스케일이다. 주로 다루는 주제는 초자연적 존재나, 악의 군세와 맞서는 것이다. 판타지 서브장르 중 가장 인기가 많은 서브장르이다. 전형적인 하이 판타지는 엘프, 드워프, 마법, 마법사, 주인공의 성년 의식, 다양한 시점을 가진다.
하이 판타지와 로우 판타지는 쉽게 구별 가능하다. 왜냐하면 로우 판타지라는 용어 자체가 하이 판타지에 대비되는 개념으로 만들어진 말이기 때문이다. 로우 판타지에 속하는 여러 서브장르는 공통점이 별로 없지만, 하이 판타지와 반대된다는 점은 모두 같다. 또한 로우 판타지에서는 초자연적 요소가 하이 판타지보다 적은 편이고, 좀 더 리얼리즘에 충실하려고 노력한다.
가끔 하이 판타지에 우리 시대의 인물들이 등장하는 경우가 있다. 포탈을 통해서든, 타임 머신을 통해서든, 아니면 잠재 의식 여행을 통해서든 간에 현 시대의 인물이 넘어간 판타지는 논란의 대상이 된다. 순수주의자들은 아무리 배경이 하이 판타지라도 현재의 인물이 관계된다면 하이 판타지라고 불러서는 안 된다는 입장을 고수하고 있다. 하지만 일반적으로 이런 소설도 그냥 하이 판타지에 끼워 넣는 편인데, 왜냐하면 따로 서브장르의 이름을 붙이기가 애매하기 때문이다.
하이 판타지가 아서왕의 전설처럼 지구의 역사와 관련을 가지게 된다면, 그 소설은 더 이상 하이 판타지가 아니고 대체 역사물이 된다.
만약 하이 판타지가 시대적인 스케일에서 벗어나 영웅의 개인적인 싸움이나 소규모의 전투에 치중하게 된다면, 그것은 영웅 판타지로 편입된다.
하이 판타지는 판타지 역사상 가장 성공한 서브장르이다. 톨킨부터 현대까지 명맥이 쭉 이어져 내려오고 있다.

## 같이 보기
- 로우 판타지